# Chowdapur, Bilgi
Chowdapur là một làng thuộc tehsil Bilgi, huyện Bagalkot, bang Karnataka, Ấn Độ.